# Picos Murphy
Los Picos Murphy (en inglés: Murphy Wall) es una serie de picos en dirección norte a sur, el más alto de 905 m s. n. m., que se asemeja a una pared y se ubican a lo largo del lado oeste del glaciar Grace en el lado norte de Georgia del Sur, en el océano Atlántico Sur, cuya soberanía está en disputa entre el Reino Unido el cual las administra como «Territorio Británico de Ultramar de las islas Georgias del Sur y Sandwich del Sur», y la República Argentina que las integra al Departamento Islas del Atlántico Sur, dentro de la Provincia de Tierra del Fuego, Antártida e Islas del Atlántico Sur.
Encuestados por la South Georgia Survey en el período 1951-1957, fue nombrado por el Comité Antártico de Lugares Geográficos del Reino Unido (UK-APC) por Robert Cushman Murphy, un ornitólogo estadounidense que hizo observaciones y colectas en la Bahía de las Islas en 1912 y 1913 para el Museo Americano de Historia Natural de Nueva York.